# Castello di Neugebäude
Il castello di Neugebäude (in lingua tedesca Schloss Neugebäude) è un castello austriaco, situato nel viennese, posto nella cittadina di Simmering.

## Storia
La struttura venne costruita nell'esatta posizione ove nell'assedio di Vienna del 1529 si trovava la tenda del sultano Solimano I e la sua costruzione, iniziata nel 1569, venne scelta deliberatamente dall'Imperatore Massimiliano II d'Asburgo per incrementare la propria fama di sovrano vittorioso, intendendo il luogo come un complesso rappresentativo.
L'Imperatore disponeva inizialmente in quest'area di una loggia di caccia che venne successivamente sviluppata in una vera e propria residenza dalla quale poteva avere una vista completa sui propri terreni di caccia preferiti oltre ad avere un controllo sul Danubio. L'area favoriva anche lo sviluppo di grandi giardini che erano una delle passioni di Massimiliano II.
Il progetto del castello venne curato dall'italiano Jacopo Strada, architetto dell'Imperatore, il quale come si è detto fece iniziare ufficialmente i lavori nel 1569, anche se il sovrano morì nel 1576 a Ratisbona prima che la costruzione fosse terminata. Fu suo figlio, l'Imperatore Rodolfo II a continuare la costruzione del castello, ma più in memoria del padre che per proprio interesse (egli risiedeva stabilmente al castello di Praga). Il castello venne completato ufficialmente nel 1587.
L'Imperatore Mattia, fratello di Rodolfo II e suo successore, si dimostrò invece molto più attento alla struttura rispetto al suo predecessore, al punto da utilizzarne i giardini per le proprie rappresentazioni teatrali, anche se gli interni vennero tralasciati.
Ladislav di Zierotin, un nobile della Moravia in visita nell'area nel luglio del 1590, descriveva la struttura come un castello di grande pregio con un lungo cortile interno dotato di alte colonne di marmo alla cui sommità stavano dei piatti di alabastro inglese, mentre le torri erano ricoperte di rame sui tetti e riportavano sulle mura sculture e dipinti. La struttura era quantomai innovativa per stile e qualità e come tale le venne dato l'appellativo di Neugebäude, cioè "nuova costruzione".
L'assedio di Vienna, quasi un secolo dopo, non portò particolari distruzioni al castello dal momento che i turchi che occuparono la struttura la sfruttarono più che altro come base logistica di attacco per Vienna. Fu un pericoloso incendio nel 1704 a distruggere quasi completamente il castello, uccidendo anche molti degli animali rari che abitavano il suo parco che da allora vennero completamente trasferiti allo zoo della reggia di Schonbrunn. L'incendio era stato procurato in seguito alle rivolte scoppiate alla guida del principe Francesco II Rákóczi.
L'interesse per questa struttura stava calando sempre più a tal punto che la stessa imperatrice Maria Teresa d'Austria, per completare la Gloriette dell'erigenda reggia a Vienna, fece portare da questo castello alcuni elementi architettonici da riutilizzare.

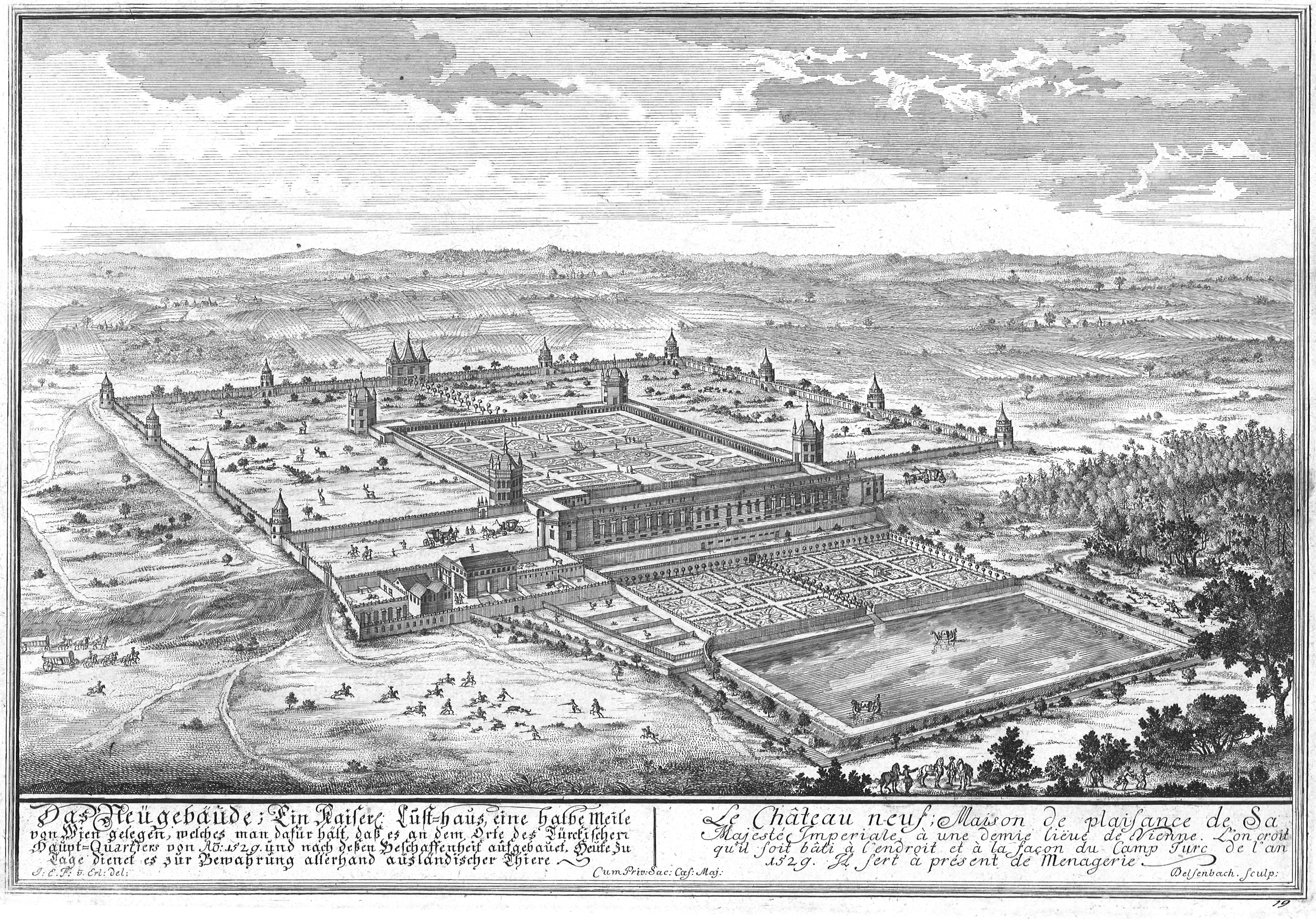
Il Castello di Neugebäude in una stampa del 1715. Esso si presentava completamente diverso dall'attuale dopo le modificazioni seguite all'incendio del 1704

Dal 1744 Maria Teresa stessa stabilì inoltre che il castello si attrezzasse per diventare una struttura ad uso militare, accogliendo una polveriera che precedentemente aveva sede nei bastioni della città e che in diverse occasioni si era dimostrata pericolosa. Dal 1779 le torri delle mura esterne vennero utilizzate come deposito. La struttura era ancora apertamente attiva nell'Ottocento dal momento che sappiamo che il castello venne protetto in particolare durante le rivoluzioni del 1848 per la presenza in grande quantità di munizioni e armi da fuoco. Nel frattempo era qui stata installata anche una fabbrica di armi che cessò però la propria attività nel 1869 anche se il castello venne mantenuto attivo per scopi militari formalmente sino al 1918.
Nel 1922 il borgo di Simmering venne accorpato alla città di Vienna ed iniziò così un piano di ristrutturazione della struttura, curato da Clemens Holzmeister Feuerhalle. Attualmente la struttura si presenta come un grande borgo medioevale ed accoglie conferenze e dibattiti promossi dalla città di Vienna e dalla Repubblica Austriaca.